# Noguera de Albarracín
Noguera de Albarracín is een gemeente in de Spaanse provincie Teruel in de regio Aragón met een oppervlakte van 47,44 km². Noguera de Albarracín telt 146 inwoners (1 januari 2016).

## Demografische ontwikkeling
Bron: INE, 1857-2011: volkstellingen